# Crudia spicata
Crudia spicata är en ärtväxtart som först beskrevs av Jean Baptiste Christophe Fusée Aublet, och fick sitt nu gällande namn av Carl Ludwig von Willdenow. Crudia spicata ingår i släktet Crudia, och familjen ärtväxter. Inga underarter finns listade i Catalogue of Life.

## Bildgalleri

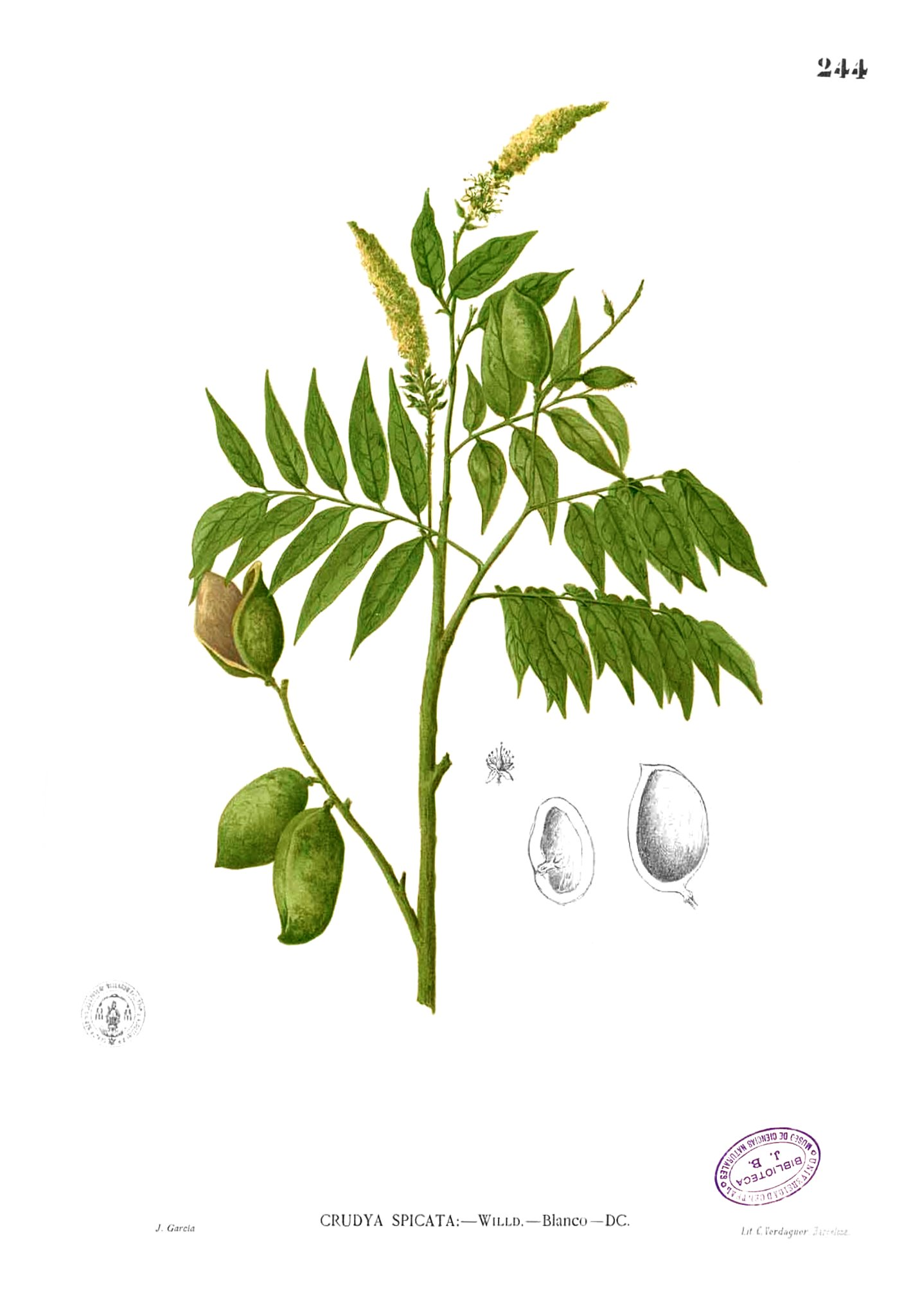